# Řád za vojenské zásluhy (Bulharsko)
Řád za vojenské zásluhy (bulharsky: Поръчка на военна заслуга) je státní vyznamenání Bulharské republiky založené roku 2003 a udílené příslušníkům ozbrojených sil.

## Historie a pravidla udílení
Řád byl založen Zákonem o řádech a medailích Bulharské republiky ze dne 13. června 2003. Navazoval na dříve zrušený Královský řád za vojenské zásluhy. Udílen je prezidentem Bulharska příslušníkům ozbrojených sil za velký přínos k rozvoji a konsolidaci bulharské armády, za účast v mírových a humanitárních operacích, za dlouhou a bezvadnou službu a za přínos pro národní bezpečnost a veřejný pořádek v Bulharsku.

## Insignie
Řádový odznak má podobu červeně smaltovaného kříže s kulatým středovým medailonem. Pozadí medailonu je rovněž červeně smaltované a je na něm vyobrazen bulharský lev. Kolem medailonu je bíle smaltovaný, v případě I. třídy zeleně smaltovaný, kruh s nápisem v cyrilici ЗА ВОЕННА ЗАСЛУГА (za vojenské zásluhy). Kříž je položen na zkřížených mečích. Na zadní straně je ve středovém medailonu barevně smaltovaná bulharská vlajka. Kolem medailonu je bíle smaltovaný, v případě I. třídy zeleně smaltovaný, kruh s nápisem v cyrilici  РЕПУБЛИКА БЪЛГАРИЯ (Bulharská republika). Nad křížem je umístěna koruna. V případě I. třídy je odznak zlatý, II. třídy stříbrný a u III. třídy je odznak bronzový.

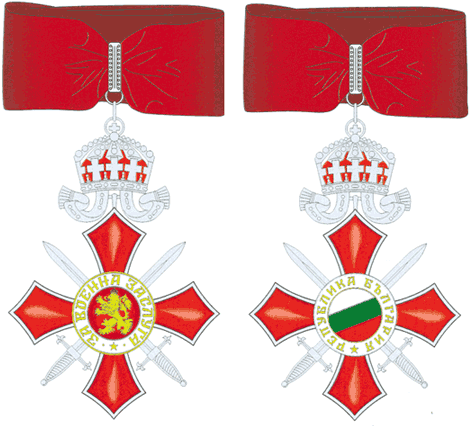
Řád II. třídy
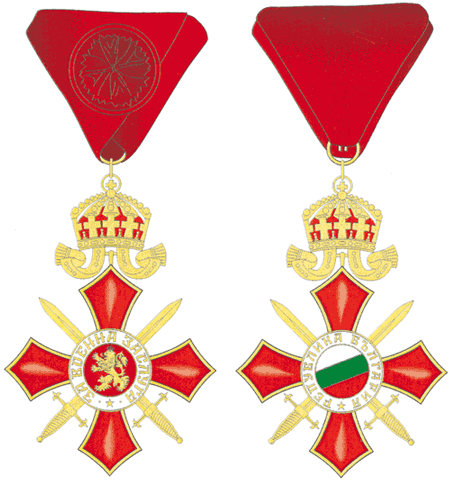
Řád III. třídy
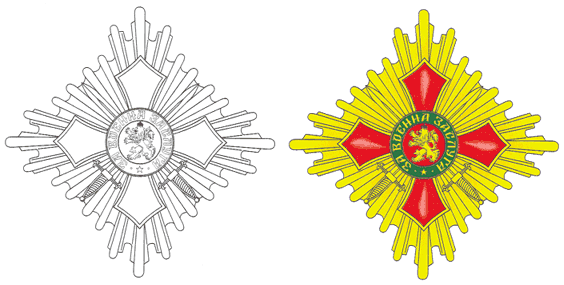
Řádová hvězda

## Třídy
Řád je udílen ve třech řádných třídách:
- I. třída – Řádový odznak se nosí na široké stuze spadající z ramene na protilehlý bok. Řádová hvězda se nosí na hrudi.
- II. třída – Řádový odznak se nosí na stuze kolem krku. Řádová hvězda této třídě již nenáleží.
- III. třída – Řádový odznak se nosí na stuze s rozetou nalevo na hrudi. Stuha je uvázaná do tvaru trojúhelníku.